# جوليا مورلي
جوليا مورلي (بالإنجليزية: Julia Morley)‏ هي عارضة بريطانية، ولدت في 2 أكتوبر 1939 في لندن في المملكة المتحدة.

## وصلات خارجية
- جوليا مورلي على موقع IMDb (الإنجليزية)